# Александър Бубнов
Александър Бубнов (на руски: Александр Бубнов) е съветски и руски футболист и треньор. Почетен майстор на спорта на СССР (1975).

## Кариера
През 1972 г. завършва Ростовската спортна гимназия, а след това през 1982 г. Института по физическа култура. През сезон 1973/74 е играч на Спартак Орджоникидзе. Между 1974 и 1983 г. играе в Динамо Москва. През 1989 г. заминава за Франция, за да играе за Ред Стар, където приключва кариерата си.
След края на кариерата си Бубнов става аналитик и е чест гост в различни телевизионни предавания, където прави обзор на изминалите мачове и поставя оценки на футболистите. Участник в такива рубрики е бил в предаването "Футбол.ru", както и в сайта Sportbox и по радио „Спорт ФМ“.

### Национален отбор
От 1977 г. играе в националния отбор на СССР. На 28 юли 1977 г., в първия си мач срещу ГДР (1:2) отбелязва единственият си гол за отбора. Участник на Световното първенство през 1986 г. в Мексико. Общо за националния отбор изиграва 34 мача.

## Отличия

### Отборни
Динамо Москва
- Съветска Висша лига: 1976 (пролет)
- Купа на СССР по футбол: 1977
- Суперкупа на СССР по футбол: 1977

Спартак Москва
- Съветска Висша лига: 1987, 1989
- Купа на СССР по футбол: 1977